# Krępak nabrzozak
Krępak nabrzozak, krępak brzozowy, włochacz nabrzozak, krępak brzozowiec (Biston betularia) – gatunek ćmy z rodziny miernikowcowatych (Geometridae). Jest polifagiem.

## Występowanie
W umiarkowanej strefie Azji, Europy i Ameryki Północnej. W Polsce pospolity na terenie całego kraju.

## Wygląd

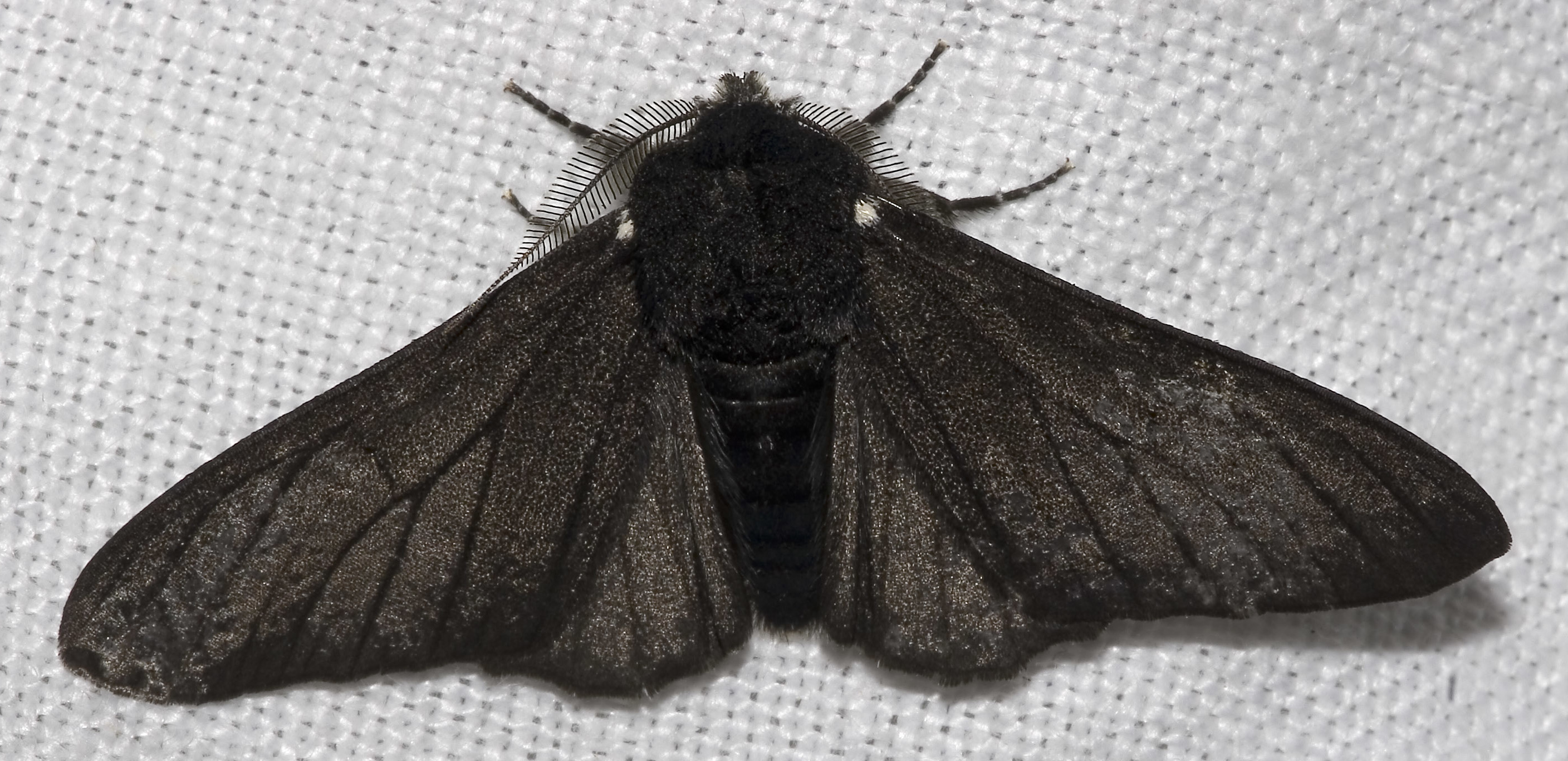
Odmiana melanistyczna

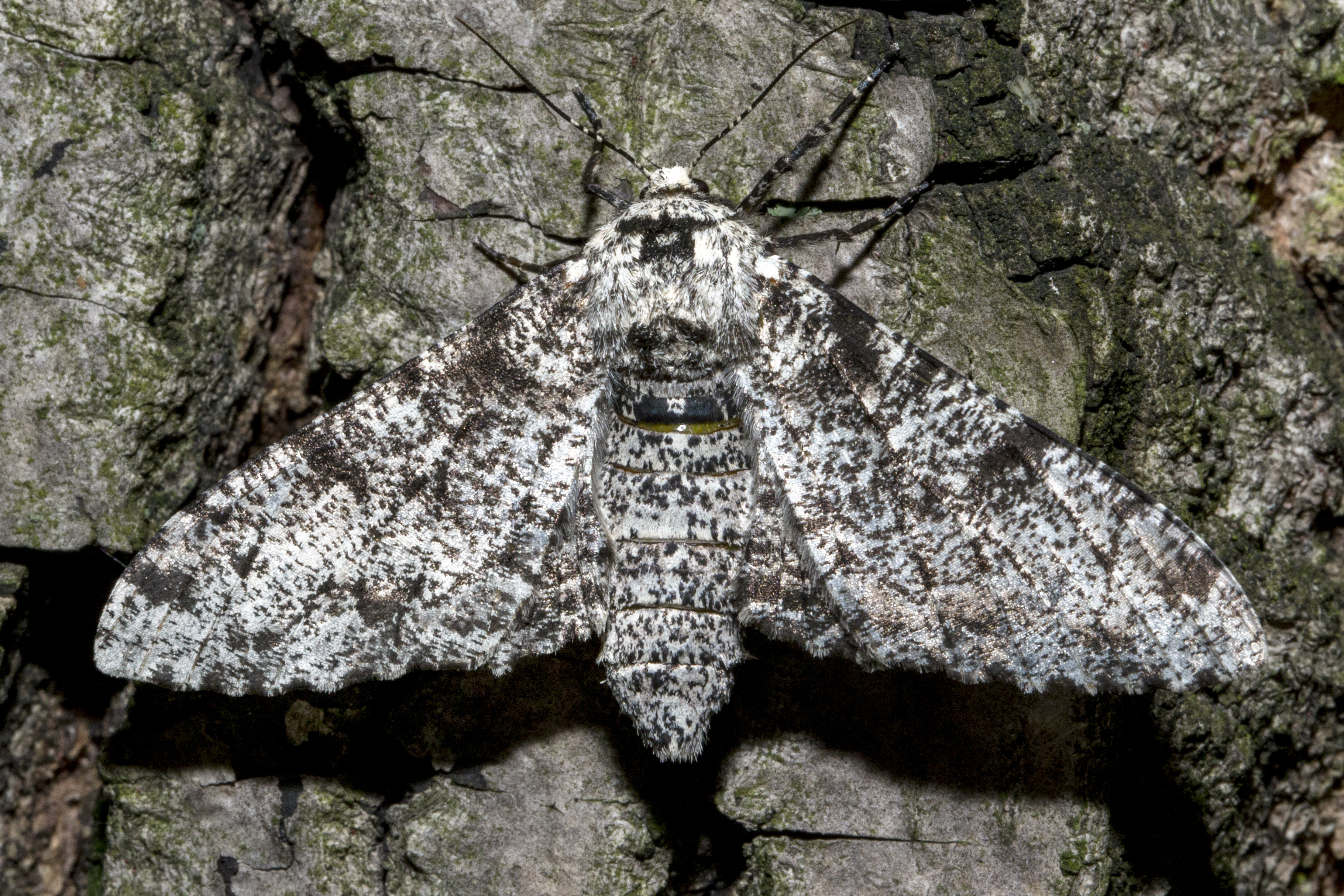
Odmiana typowa

Skrzydła mają rozpiętość od 4,5 do 6 cm. Są koloru białego w liczne czarne plamki tworzące wzór zapewniający doskonały kamuflaż na drzewach pokrytych porostami. W rejonach przemysłowych, gdzie drzewa pokryte są sadzą motyle są koloru czarnego.
Początkowo, większość populacji stanowiła odmiana jasna. Było to związane z kamuflażem, jaki dawało to ubarwienie na drzewach, na których rosły porosty. Odmiana melanistyczna była łatwiej widoczna dla drapieżników. Wskutek rozwoju przemysłu i zanieczyszczenia środowiska zmniejszyła się ilość porostów. Sprawiło to, że ciemniejsza odmiana maskowała się lepiej od jasnej i takie osobniki zaczęły występować częściej. Zjawisko to określa się jako melanizm przemysłowy. Opisane zjawisko zaobserwowano w Anglii na przełomie XIX i XX w. Obecnie, z powodu poprawy stanu środowiska, obserwuje się przeciwny proces. Krępak nabrzozak jest przedstawiany jako podręcznikowy przykład wpływu doboru naturalnego na populację.

## Stadia rozwojowe
Gąsienica ma kolor zielony lub brązowy.